# Maurice Nadeau
Maurice Nadeau, född 21 maj 1911 i Paris, död 16 juni 2013 i Paris, var en fransk författare, litteraturkritiker och trotskist. En av hans mest spridda böcker är Histoire du surréalisme från 1945.

## Biografi
År 1930 gick Nadeau med i Franska kommunistpartiet, men efter två år blev han utesluten. Han blev kort därpå medlem av Ligue communiste révolutionnaire.